# Lomandra caespitosa
Lomandra caespitosa är en sparrisväxtart som först beskrevs av George Bentham, och fick sitt nu gällande namn av Alfred James Ewart. Lomandra caespitosa ingår i släktet Lomandra och familjen sparrisväxter. Inga underarter finns listade i Catalogue of Life.